# Nymphalis
Nymphalis es un género de lepidópteros de la subfamilia  Nymphalinae en la familia Nymphalidae que se encuentra en el hemisferio norte. Los géneros Aglais, Inachis, Polygonia y Kaniska son a veces incluidos como subgéneros de Nymphalis pero generalmente, son sonsiderados géneros separados
Las especies Nymphalis californica y Nymphalis antiopa son conocidas por sus  migraciones en Estados Unidos.

## Especies
Se han descrito 128 especies de este género, que se pueden consultar en el anexo correspondiente.
- Nymphalis antiopa (Linnaeus, 1758)
- Nymphalis californica (Boisduval, 1852)
- Nymphalis cyanomelas (Doubleday, 1849)
- Nymphalis polychloros (Linnaeus, 1758)
- Nymphalis vaualbum (Denis & Schiffermuller, 1775)
- Nymphalis xanthomelas (Esper, 1781)

### Galería de especies notables

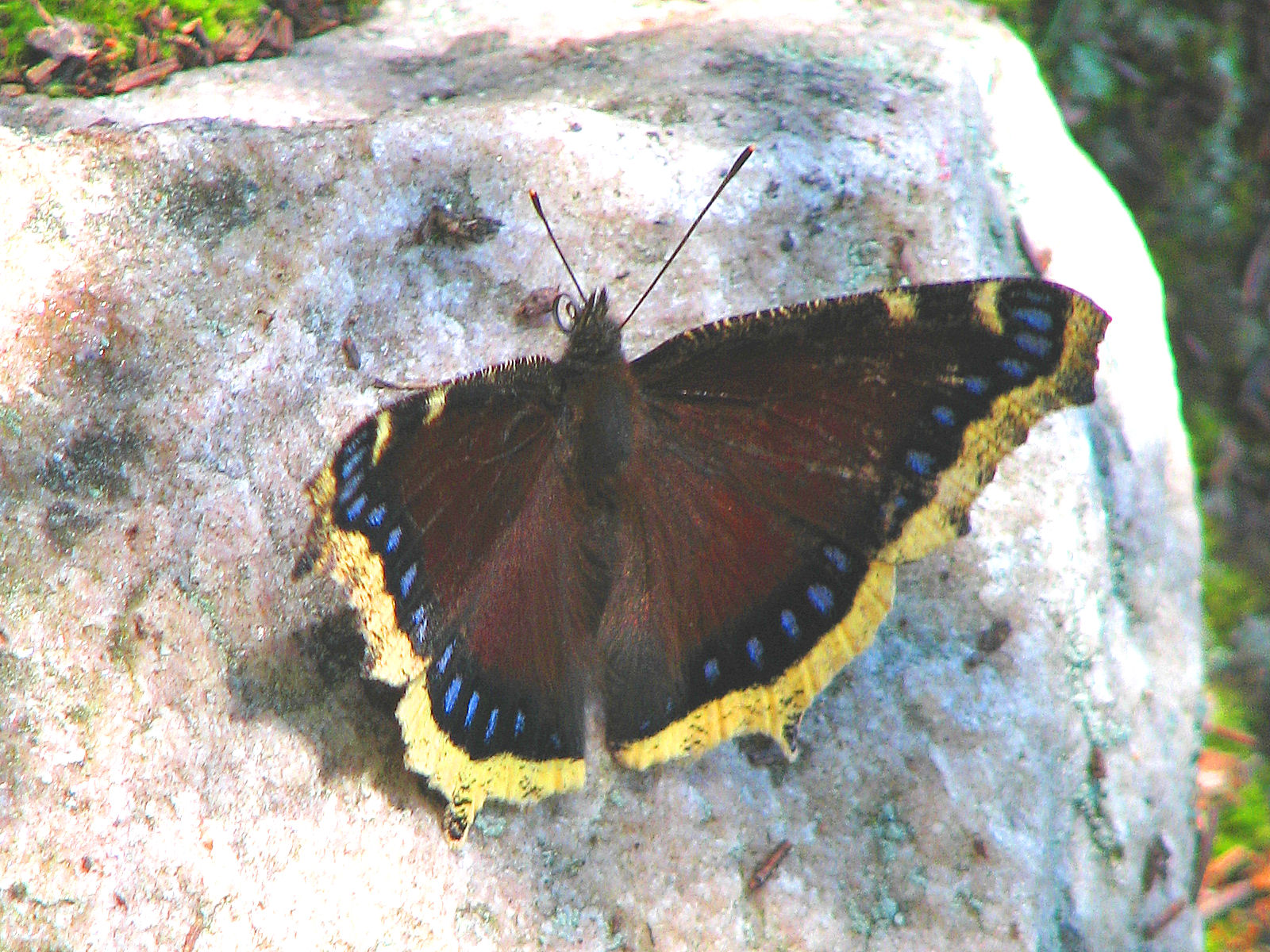
Nymphalis antiopa
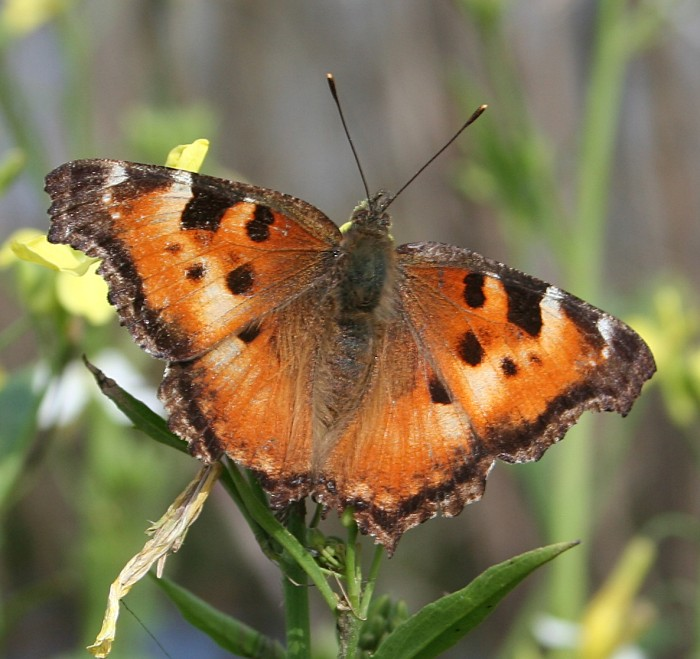
Nymphalis californica
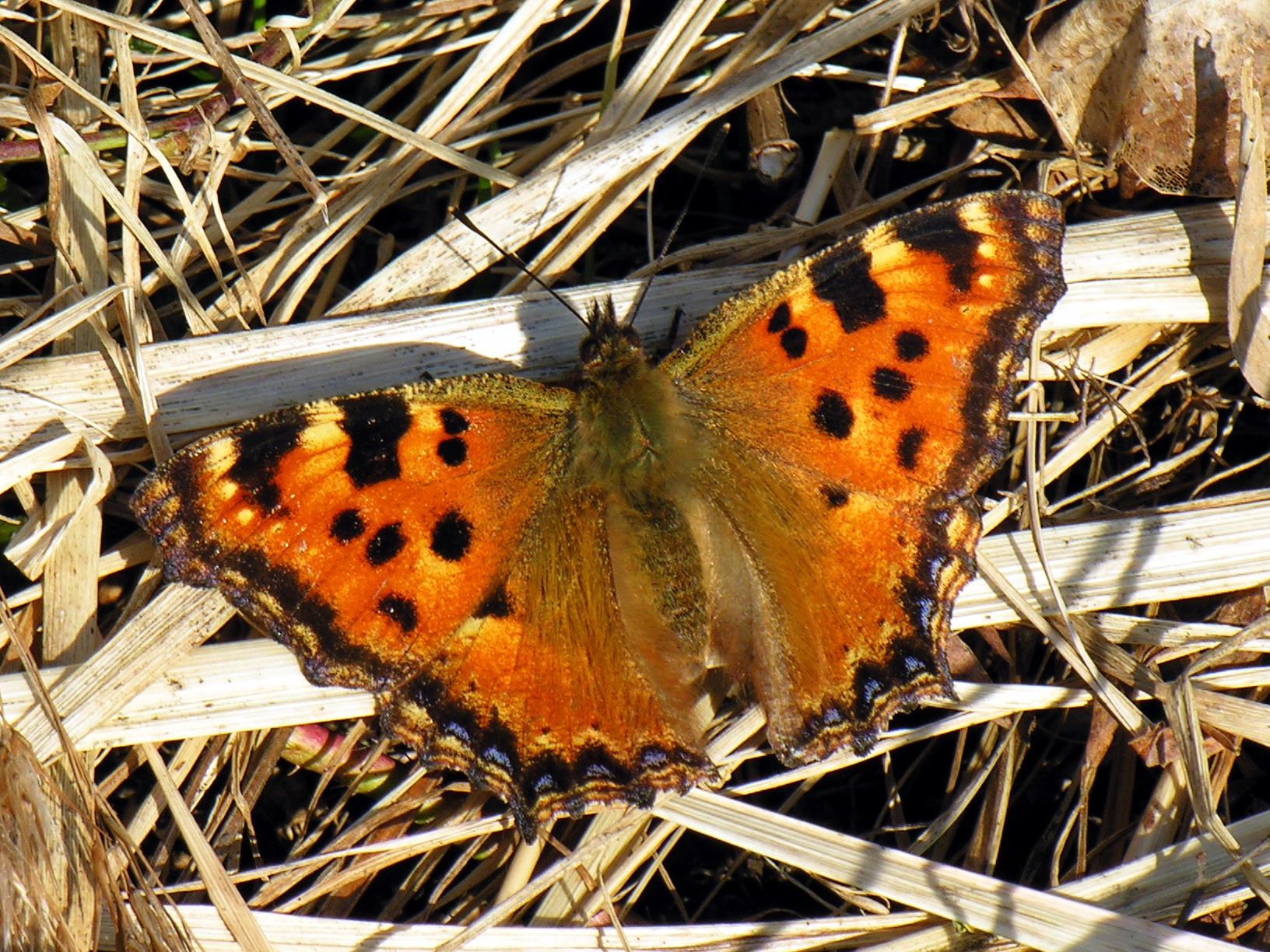
Nymphalis polychloros
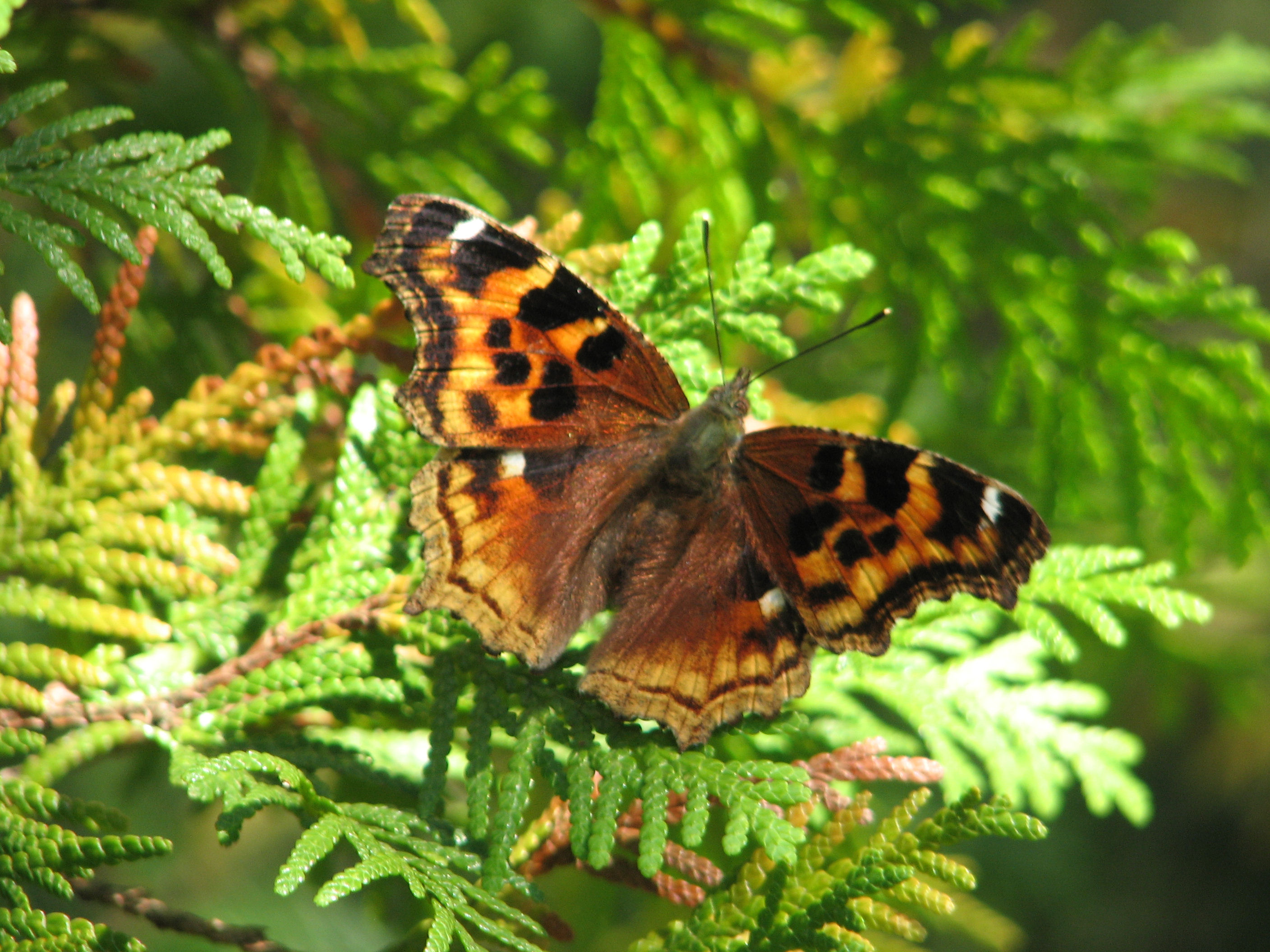
Nymphalis vaualbum
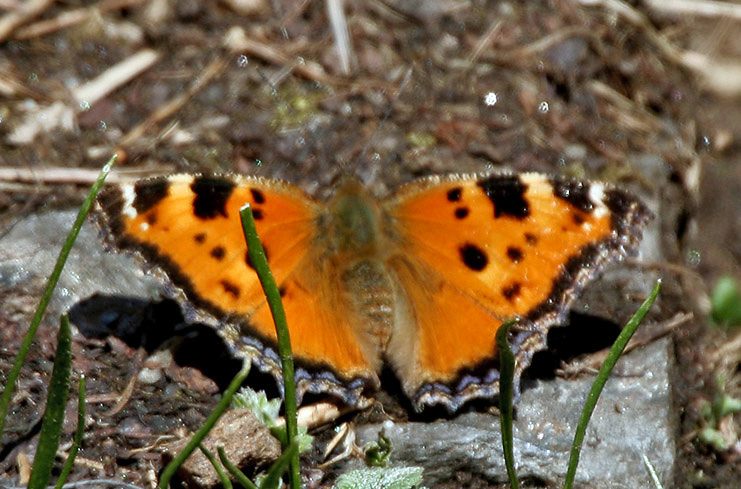
Nymphalis xanthomelas